# Hapigia dorema
Hapigia dorema är en fjärilsart som beskrevs av William Schaus 1922. Hapigia dorema ingår i släktet Hapigia och familjen tandspinnare. Inga underarter finns listade i Catalogue of Life.